# Łukasz Teodorczyk
Łukasz Teodorczyk (* 3. června 1991, Żuromin, Polsko) je polský fotbalový útočník a reprezentant, od roku 2014 hráč klubu FK Dynamo Kyjev. Od léta 2016 je na hostování v RSC Anderlecht.

## Reprezentační kariéra
Teodorczyk nastupoval za polské mládežnické reprezentační výběry U20 a U21.
V polském národním A-mužstvu debutoval 2. 2. 2013 v přátelském utkání ve španělské Málaze proti týmu Rumunska. V zápase vstřelil dva góly a Polsko zvítězilo 4:1.